# Équipe du Rwanda masculine de volley-ball
L'équipe du Rwanda de volley-ball est la sélection nationale représentant le Rwanda dans les compétitions internationales de volley-ball masculin.
La sélection participe au Championnat d'Afrique masculin de volley-ball 1987, au Championnat d'Afrique masculin de volley-ball 2003, au Championnat d'Afrique masculin de volley-ball 2005, au Championnat d'Afrique masculin de volley-ball 2007, aux Jeux africains de 2011, aux Jeux africains de 2015 et au Championnat d'Afrique masculin de volley-ball 2017 .